# كينغو تسوتسومي
كينغو تسوتسومي (باليابانية: 堤 健吾) (8 مارس 1978 في أويتا في اليابان – )؛ هو لاعب كرة قدم ياباني سابق كان يلعب كمدافع.

## وصلات خارجية
- كينغو تسوتسومي على موقع رابطة كرة القدم اليابانية للمحترفين (اليابانية)
- كينغو تسوتسومي على موقع Soccerway.com (الإنجليزية)